# 폴 마시
폴 마시(Paul Massie, 1932년 7월 7일 ~ 2011년 6월 8일)는 캐나다의 배우, 텔레비전 배우이다.
세인트캐서린스에서 태어났다.

## 영화
- 샘 앤드 미 (1991년)
- 지킬 박사의 두 얼굴 (1960년)
- 사파이어 (1959년) - 데이빗 해리스 역